# Y en el centro, el amor
Y en el centro, el amor es una obra de teatro en dos actos del dramaturgo español José María Pemán, estrenada en 1968.

## Argumento
Sobre una trama de intriga, con crimen incluido, el autor recrea la personalidad de varios personajes turbulentos, que pasan de la ninfomanía al retraimiento. Desde una perspectiva psicológica se analiza los personajes de Violeta, Tina, Segismundo y Heredia.

## Representaciones destacadas
- Teatro (Teatro Arlequín, Madrid, 30 de diciembre de 1968, Estreno).
  - Intérpretes: Lola Herrera, Ángel Picazo, Mercedes Borque, Pedro Sempson, Francisco Portes, Valentín de Hojas, Matilde Muñoz Sampedro, Carlos Alemán.